# Der Stern von Afrika (Brettspiel)

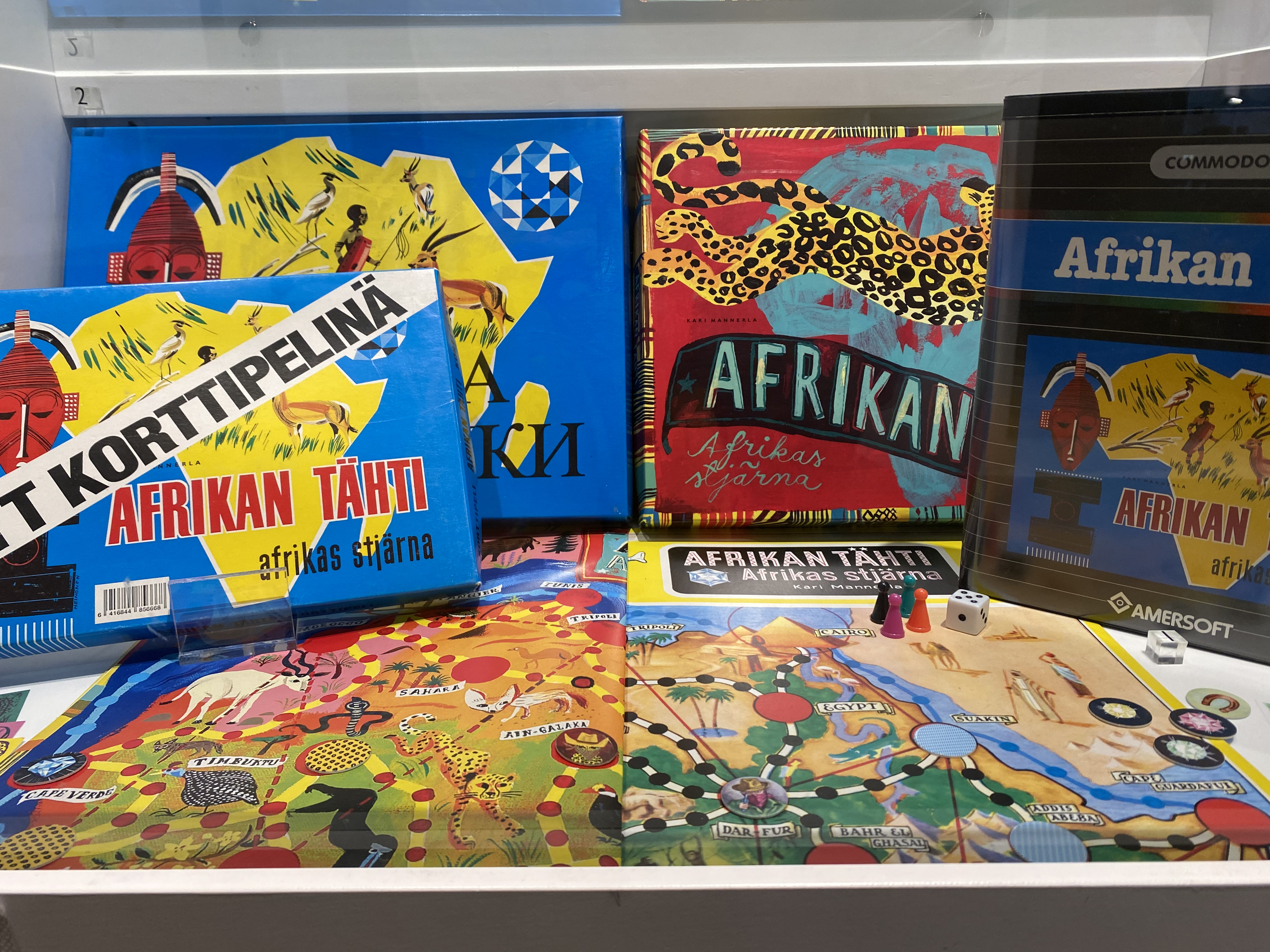
Verschiedene Ausgaben des Spiels im Finnischen Spielemuseum in Tampere

Der Stern von Afrika ist ein Brettspiel von Kari Mannerla (1930–2006), das vor allem in Finnland (als finnisch Afrikan tähti bzw. schwedisch Afrikas stjärna) bekannt ist. Dort wurde es 1951 erstveröffentlicht und gilt heute als das bekannteste Brettspiel. 1982 erschien es in Deutschland.

## Geschichte
Mannerla war beruflich in der Werbebranche tätig, nebenher entwarf er verschiedene Spiele.
Inspiriert von Romanen über Afrika und Humphrey Bogarts Film Casablanca kam ihm Ende der 1940er Jahre die Idee zu einem Spiel mit Namen „Der Stern von Afrika“, nach dem gleichnamigen Diamanten. Er begann bereits 1949 mit dem Entwurf eines landkartenähnlichen Spielbretts. Die erste Fassung wurde 1951 veröffentlicht. Es war das erste Spiel, in dem umkehrbare Spielmarken verwendet wurden.
Die einfachen Spielregeln ermöglichen es, dass Spieler aller Altersgruppen am Stern von Afrika teilnehmen können. Es ist mehr ein Glücks- als ein Taktikspiel.

## Rezeption und Kritik
Die ursprünglich zweisprachige Ausgabe des Spieles wurde bislang in 16 weitere Sprachen übersetzt, über vier Millionen Exemplare des Spiels wurden weltweit verkauft, davon etwa die Hälfte in Finnland, wo es manchmal als „Finnlands Nationalspiel“ bezeichnet wird.
Seit 2005 gibt es alle zwei Jahre die Der-Stern-von-Afrika-Weltmeisterschaft. Im Jahr 2011 gewann Maximilian Grönblom aus Karis in Finnland zum zweiten Mal.
Kritiker sind der Meinung, dass Der Stern von Afrika ein kolonialistisches Spiel sei, unter anderem weil darin von europäischen Spielern die Naturressourcen Afrikas geraubt werden. Auch Forscher betonen, wie Der Stern von Afrika (und ähnliche Spiele) dazu beitragen, kolonialistische Ausdrücke im Alltag zu verankern. So werden Afrikaner auf dem Spielbrett als halbnackte und tanzende stereotypische Figuren  dargestellt.
Kari Mannerla, der das Spiel als 17-Jähriger entwickelt hatte, kommentierte später selbst dazu, dass seine Schöpfung als Resultat eines kindlichen Unwissens über die Wirklichkeit entstand.

## Inhalt der traditionellen Spielpackung
In den finnischen Ausgaben des Spieles (auf Finnisch oder Schwedisch) sind vorhanden:
- Landkarte von Afrika mit eingezeichneten Städten und Routen
- 6 Spielfiguren
- Spielmarken:
  - Der „Stern von Afrika“
  - 2 Rubine im Wert von je 1000 Pfund
  - 3 Smaragde im Wert von je 600 Pfund
  - 4 Topase im Wert von je 300 Pfund
  - 5 Hufeisen, die vor dem Finden des Sterns von Afrika wertlos sind. Danach kann einer der anderen Spieler noch den Wettbewerb gewinnen, wenn er als Erster ein Hufeisen nach Kairo oder Tanger bringt.
  - 3 Räuber, die das Geld des Spielers plündern
  - 12 leere Spielmarken
- Würfel
- Spielgeld in den Werten 1000 Pfund (3×), 500 Pfund (12×) und 100 Pfund (21×)

## Regeln
Das Ziel des Spiels ist, den Diamanten „Stern von Afrika“ zu finden und nach Kairo oder Tanger zu bringen. Um den Diamanten zu finden, muss man verschiedene Orte Afrikas auf dem Spielbrett besuchen. Vor Spielbeginn werden die kleinen runden Spielmarken gemischt und verdeckt, mit der Rückseite nach oben, auf die roten Kreise des Spielbretts gelegt. Jeder Spieler wählt eine Spielfigur und stellt diese auf eine der beiden möglichen Startstädte, Tanger oder Kairo. Jeder Spieler bekommt zudem drei Banknoten im Wert von je 100 Pfund als Startkapital für die Reise.
Nach den Vorbereitungen beginnt die Suche nach dem Stern von Afrika. Die Spieler würfeln abwechselnd und bewegen ihre Spielfiguren nach der gewürfelten Augenzahl. Die Landwege sind weiß mit schwarzen Punkten. Ihre Benutzung ist kostenlos. Die Seewege sind hellblau mit dunkelblauen Punkten. Um einen Seeweg zu benutzen, muss man je 100 Pfund bezahlen. Wenn man kein Geld mehr besitzt, kann man mit jeder Runde immer nur zwei Schritte auf dem Seeweg nehmen. Die Flugstrecken sind rote Linien. Um einen Flugweg zu benutzen, muss man 300 Pfund bezahlen.
Beim Erreichen eines roten Kreises auf dem Brett muss man 100 Pfund bezahlen, um eine Spielmarke zu wenden. Wenn man nicht bezahlen kann oder will, kann man die Spielmarke auch wenden, wenn man auf demselben Feld aussetzt und in der nächsten Runde eine 4, 5 oder 6 würfelt. Man kann sich auch entscheiden, die Spielmarke nicht zu wenden. Nach dem Umdrehen muss man den Bildhinweis der Spielmarke befolgen.
Gewinner ist der Spieler, der den Stern von Afrika gefunden hat und dann nach Tanger oder Kairo gebracht hat. Wenn ein anderer Spieler ein Hufeisen findet – nachdem der Stern schon gefunden wurde – und dieses nach Tanger oder Kairo schafft, bevor der Stern dort eintrifft, gewinnt er.

### Spezielle Ereignisse
Beim Besuch verschiedener Orte oder Gebiete treten folgende Ereignisse ein:
- Kapstadt: Der Spieler, der zuerst in Kapstadt ankommt, erhält 500 Pfund.
- Goldküste: Wenn ein Spieler einen Edelstein an der Goldküste findet, bekommt er die doppelte Summe seines Wertes.
- Sklavenküste: Wenn man eine leere Spielmarke an der Sklavenküste wendet, muss man drei Runden warten, bevor man wieder würfeln darf.
- St. Helena: Man muss in St. Helena bleiben, bis man eine Eins oder eine Zwei würfelt.
- Sahara: Man muss in der Sahara bleiben, bis man eine Eins oder eine Zwei würfelt.[14]

## Varianten
- Außer dem traditionellen Brettspiel gibt es auch verschiedene Varianten: ein magnetisches Reisespiel, ein Kartenspiel und ein Memory-Spiel. Anlässlich des Jubiläumsjahrs 2011 sind ein Retrospiel und die 60-Jahre-Jubiläumsauflage erschienen.[9]
- Das Spiel Inkan aarre (deutsch für „Der Schatz des Inka“) von Kari Mannerla ist im Jahr 2005 erschienen und ähnelt sehr dem Spiel Der Stern von Afrika. Das Spielbrett zeigt aber eine Karte von Südamerika.[6]
- Die samische Künstlergruppe Suohpanterror („Lassoterror“) hat eine eigene Version auf Nordsamisch erstellt, die in Sápmi spielt.[8]
- 2014 erschien mit Afrikan tähti: Retkikunnat in Finnland eine Erweiterung zu dem Spiel beim jetzigen Rechteinhaber.[15]